# Urdarbrunn

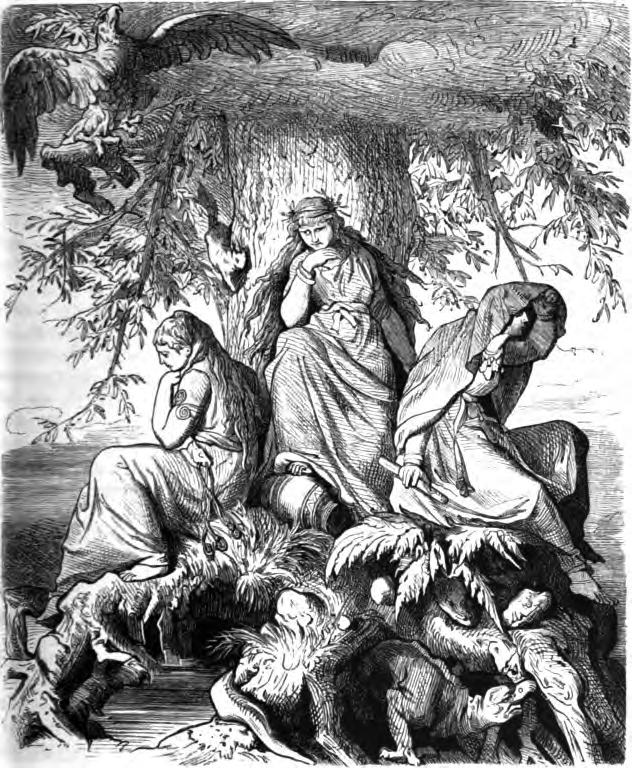
Ludwig Burger: Urd, Verdandi és Skuld az Yggdrasil alatt

Urdarbrunn (Urd kútja/forrása) egyike a három forrásnak az Yggdrasil gyökereinél a skandináv mitológiában. Az istenek minden nap itt gyűltek össze tanácskozásra és törvényhozásra. Itt él a három sorsistennő (nornák) Urd, Verdandi és Skuld, akik a sors fonalait szövik és öntözik az Yggdrasillt, hogy az el ne száradjon.
Idézet az Eddából:
Tudok egy kőrist,

neve Yggdraszill,

szép szál fehér fa,

nedvesség fürdeti.

Harmatot hullat

völgy-ölekbe:

örökzölden Urd

forrása felett áll.
A következő versszakaszban már tóként említi a vizet. 
Onnét e lányok,

titkok tudói,

hárman a tóból,

a fa tövéből.

Egyik neve Urd,

másiké Verdandi

- rúnákat róttak -,

Szkuld a harmadik,

tettek törvényt,

életre, halálra:

emberfiának

sorsot mondtak.
A prózai Edda szerint a két hattyútól, amelyik a tóban úszkál származik az összes hattyú.
A másik két forrás neve az Yggdrasil gyökereinél: Hvergelmir és Mimir kútja.

## Fordítás
- Ez a szócikk részben vagy egészben  az   Urdarbrunnen című svéd Wikipédia-szócikk fordításán alapul.  Az eredeti cikk szerkesztőit annak laptörténete sorolja fel. Ez a jelzés csupán a megfogalmazás eredetét és a szerzői jogokat jelzi, nem szolgál a cikkben szereplő információk forrásmegjelöléseként.
- Ez a szócikk részben vagy egészben  az   Urðarbrunnr című angol Wikipédia-szócikk fordításán alapul.  Az eredeti cikk szerkesztőit annak laptörténete sorolja fel. Ez a jelzés csupán a megfogalmazás eredetét és a szerzői jogokat jelzi, nem szolgál a cikkben szereplő információk forrásmegjelöléseként.